# Paratryphera
Paratryphera – rodzaj muchówek z rodziny rączycowatych (Tachinidae).

## Wybrane gatunki
- P. barbatula (Róndani, 1859)[2]
- P. bisetosa (Brauer & von Bergenstamm, 1891)[2]
- P. mesnili Herting, 1977
- P. palpalis (Róndani, 1859)[2]
- P. yichengensis Chao & Liu, 1998[2]